# Čistota diamantu
Termínem čistota diamantu rozumíme míru nedokonalostí, které kámen obsahuje. Čistota má velmi velký vliv na výslednou cenu prodávaného kamene, protože čím více je diamant dokonalý ve všech aspektech, tím je také dražší.

## Stanovení čistoty
Každý diamant, určený pro použití ve šperkařství, je zkoumán odborníkem z hlediska jeho čistoty. Zkoumání se provádí pomocí aplanatické a achromafické lupy při 10násobném zvětšení. Dle měření se pak kámen zařadí do příslušné kategorie v mezinárodní stupnici čistoty diamantů. Umístění, rozměr i typ zjištěných inkluzí je vždy přesně uveden v certifikátu k diamantu. Obsah inkluzí a ostatních nedokonalostí je také známkou přírodního původu kamene.

## Druhy nečistot v diamantech
Diamant je nerost, který vzniká v zemském plášti za velmi extrémních podmínek, jako jsou vysoké tlaky a teploty. Proto je velmi časté, že obsahuje příměsi jiných prvků, strukturální nedokonalosti nebo jiné poškození. Mezi nejčastější vadu čistoty patří tzv. inkluze, neboli vměstky. Tímto termínem označujeme cizí krystaly, které se v diamantu nacházejí, nebo nezkrystalizovaný uhlík.
Dalším častým jevem jsou mechanické poruchy, jako jsou štěpné nebo lomné praskliny, tzv. pera, která v některých případech způsobují nežádoucí bělavý nádech diamantu.

### Rozdělení vnitřních nečistot
- Krystaly (Crystals) – Diamant může uvnitř sebe obsahovat další mikroskopické minerály a jejich krystaly. Těmi může být například další diamant, častěji se jedná o fragmenty granátu, olivínu, kalcinu, diopsidu, spinelu, oxidu železitého nebo křemičitého.
- Úlomky (Chips) – Mělké vyhloubení vzniklé opotřebením nebo náhodným mechanických poškozením, například prudkým nárazem.
- Praskliny (Bruises) - Jedná se o mikroskopické praskliny, které vznikly v důsledku mechanického napětí během nárazu, ale i tlaku. Vyskytovat se mohou ve všech směrech diamantu.
- Dutiny (Cavities) - Přírodní důlky vyskytující se na povrchu diamantu a sahající až do nitra minerálu. Dutina může vzniknout například poté, co se z diamantu uvolní krystal, který tvořil též vnitřní nečistotu.
- Tečky (Pinpoints) - Malé světlé nebo tmavé body, které se mohou vyskytovat buďto samostatně nebo ve skupinách.
- Mraky (Clouds) – Shlukující se tečky uvnitř diamantu mohou vytvořit efekt tzv. zamlžení.
- Zákaly (Twinning Wisps) – Často nepřehledné vnitřní vady vzniklé poruchami růstu minerálu v kombinaci s jinými typy inkluzí – krystaly, tečky atd.
- Peří (Feathers) – Shluk mikroskopických trhlinek tvořící útvary podobající se prachovému peří.
- Jehly (Needles) – Jak již samotný název napovídá, jedná se o tenké a dlouhé nečistoty připomínající jehlu. Tyto světelné pruhy lze pozorovat jednotlivě, ale také ve skupinách.
- Uzly (Knots) – Krystaly blízko povrchu diamantu podobající se uzlíkům. Vzhledem k jejich charakteristice je lze často pozorovat pouhým okem.
- Růstové roviny (Grain Centers) – V důsledku nepravidelného růstu krystalu diamantu vznikají uvnitř kamene tmavé nebo bíle zákaly, které jsou vidět jen z určitých úhlů.

## Mezinárodní stupnice čistoty diamantů
Nejčastěji používanou metodou je porovnání se stupnicí čistoty GIA (Gemological Institute of America).

### Hodnoty stupnice čistoty diamantů

#### Flawless
Diamant neobsahuje žádné vnější ani vnitřní nečistoty viditelné při 10násobném přiblížení lupou. Pro potvrzení této třídy čistoty se obvykle používá binokulární mikroskop s osvětlením v temném poli. Tento stupeň čistoty diamantu je extrémně vzácný.

#### Internally flawless (IF), nebo také Loup clean (LC)
Česky "čistý pod lupou" je nejvyšší třída diamantů z hlediska čistoty, používaných ve šperkařství. Diamant neobsahuje žádné vnější ani vnitřní nečistoty viditelné při 10násobném přiblížení lupou. 

#### Very Very Small (VVS1, VVS2)
Velmi, velmi malé inkluze, které jsou jen obtížně zjistitelné i odborníkem při 10násobném zvětšení pod lupou.

#### Very Small (VS1,VS2)
Velmi malé inkluze, které jsou jen obtížně zjistitelné i odborníkem při 10násobném zvětšení pod lupou.

#### Small Inclusions (SI1, SI2)
Malé inkluze snadno zjistitelné odborníkem za použití lupy, ale neviditelné pouhým okem z korunové strany brusu.

#### Included 1 (I1), nebo také Pique 1 (P1)
Střední inkluze výrazně viditelné odborníkem za použití lupy, avšak obtížně viditelné pouhým okem z korunové strany brusu.

#### Included 2 (I2), nebo také Pique 2 (P2)
Velké a četné inkluze, velmi lehce viditelné pouhým okem z korunové strany brusu. Inkluze mírně snižují brilanci diamantu.

#### Included 3 (I3), nebo také Pique 3 (P3)
Velké a četné inkluze, velmi lehce viditelné pouhým okem z korunové strany brusu. Inkluze výrazně snižují brilanci diamantu.

## Opravy nečistot
V některých případech lze nečistoty odstranit za použití moderních technologií, jako je např. použití laserového vrtání. Opravy prasklin se někdy vyplňují vysoce speciálním lomným sklem. U všech oprav nečistot ale platí, že musí být bezpodmínečně uvedeny v certifikátu kamene ("Clarity enhanced" - čistota dodatečně upravena). Klasifikace čistoty pak odpovídá čistotě kamene po úpravě.